# Bastió de sastres de Cluj-Napoca
Bastió de sastres (en hongarès Bethlen bástyája, o bé Szabók bástyája; traduït com a "Bastió de Bethlen" o "Bastió de sastres") és una de les poques torres de fortificació que formaven part de la Fortalesa Vella de Cluj i que s'ha conservat intacta fins als nostres dies. Va ser finançat pel gremi de sastres de Cluj. Cada bastió (torre) del mur de defensa medieval era finançat per un altre gremi (sastres, sabaters, fabricants de cinturons, funerals, terrissaires, rotadors, saboners, fusters, paletes, etc.).

## La història del bastió
El baluard representa l'angle sud-est de la fortalesa medieval construïda des del segle xv (ja s'esmenta el 1475). Entre 1627-1629, durant el regnat del príncep Gabriel Bethlen, el bastió va ser reconstruït, assolint la seva forma actual. Està construït amb pedra cisellada, les parets massives encara conserven els camps de tir. Al nord, es conserva un altre tros del mur de pedra i el camí de guàrdia de la paret.
Va rebre el nom del gremi de sastrers de Cluj que la mantenia i a més a més tenia l'obligació de custodiar la ciutat en aquell moment, essent l'únic bastió de l'antiga fortalesa que s'ha conservat completament.
Després de la batalla de Mirăslău, Baba Novac i el sacerdot Saski van ser capturats, torturats i executats a la ciutat de Cluj pels nobles transsilvans. Prop del baluard va quedar exposat, el 1601, el cos empalat de Baba Novac, general de Mihai Viteazul. El 1975 es va erigir una estàtua en record de Baba Novac, obra de l'escultor Virgil Fulicea.

## El bastió avui
El bastió va ser restaurat el 1924 i convertit en museu per la Comissió de Monuments Històrics. Una altra restauració va tenir lloc el 1959. Durant el 2007-2009, després de dues dècades d'abandó, el bastió es va restaurar de nou i actualment acull el Centre de Cultura Urbana, que inclou una sala de conferències i espais d'exposició.